# Новгородский сборник
«Новгоро́дский сбо́рник» — издание, выходившее в Новгороде в 1865 и 1866 годах.

## История
Издание Новгородского статистического комитета «Новгородский сборник» выходил в Новгороде в 1865—1866.
Всего вышло 5 выпусков. Редактором сборника был Н. Г. Богословский.
В «Сборнике» опубликованы материалы по истории военных поселений, статистические сведения о грамотности крестьян, о наличии у них скота, земли и сельскохозяйственных орудий. Материалы «Сборника» свидетельствуют о крестьянской бедности, малоземелье, низком уровне народного просвещения.